# 罗贝库尔
罗贝库尔（法語：Robécourt，法語發音：[ʁɔbekuʁ] ⓘ）是法国大東部大區孚日省的一个市镇，属于讷沙托区。

## 地理
罗贝库尔（48°8'29"N, 5°41'51"E）面积8.78 平方千米，位于法国大東部大區孚日省，该省份为法国东北部内陆省份，北起默兹省和默尔特-摩泽尔省，西接上马恩省，南至上索恩省和贝尔福地区省，东临上莱茵省和下莱茵省。
与罗贝库尔接壤的市镇（或旧市镇、城区）包括：肖蒙拉维尔、布莱万库尔、索维尔、弗雷库尔。

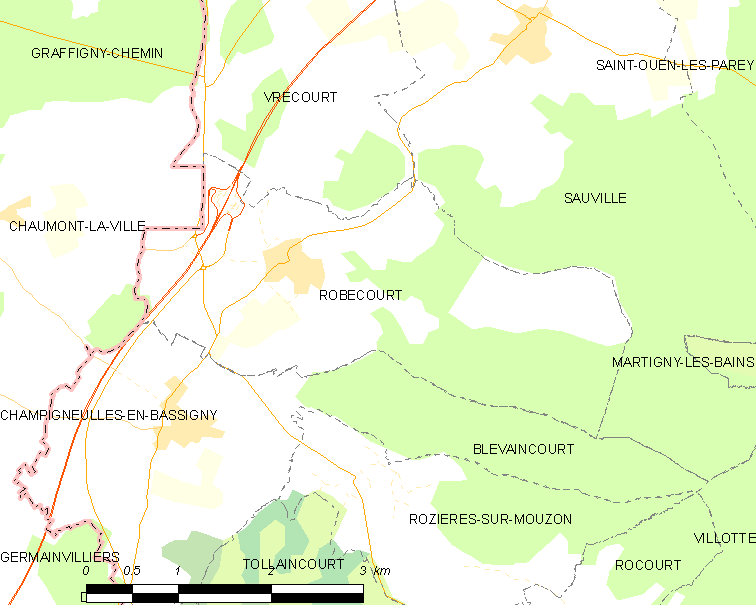
罗贝库尔的OSM定位图

罗贝库尔的时区为UTC+01:00、UTC+02:00（夏令时）。

## 行政
罗贝库尔的邮政编码为88320，INSEE市镇编码为88390。

## 政治
罗贝库尔所属的省级选区为达尔内县。

## 人口

1962-2008年间罗贝库尔人口变化图示

罗贝库尔于2022年1月1日时的人口数量为104人。